# Kanton Sigean
Der Kanton Sigean war bis 2015 ein französischer Wahlkreis im Département Aude in der Region Languedoc-Roussillon. Er umfasste elf Gemeinden im Arrondissement Narbonne; sein Hauptort (frz.: chef-lieu) war Sigean. Bei der landesweiten Neuordnung der Kantone im März 2015 blieb der Kanton unverändert, erfuhr jedoch eine Umbenennung zum Kanton Les Corbières Méditerranée.
Der Kanton war 398,30 km2 groß und hatte 22.305 Einwohner (Stand 2012).

## Gemeinden
| Gemeinde                | Einwohner (Stand: 2022) | Code postal | Code Insee |
| ----------------------- | ----------------------- | ----------- | ---------- |
| Caves                   | 879                     | 11510       | 11086      |
| Feuilla                 | 107                     | 11510       | 11143      |
| Fitou                   | 1147                    | 11510       | 11144      |
| La Palme                | 1889                    | 11480       | 11188      |
| Leucate                 | 4531                    | 11370       | 11202      |
| Port-la-Nouvelle        | 5882                    | 11210       | 11266      |
| Peyriac-de-Mer          | 1191                    | 11440       | 11285      |
| Portel-des-Corbières    | 1288                    | 11490       | 11295      |
| Roquefort-des-Corbières | 1021                    | 11540       | 11322      |
| Sigean                  | 5620                    | 11130       | 11379      |
| Treilles                | 263                     | 11510       | 11398      |

## Bevölkerungsentwicklung
| 1962   | 1968   | 1975   | 1982   | 1990   | 1999   | 2006   | 2012   |
| ------ | ------ | ------ | ------ | ------ | ------ | ------ | ------ |
| 10.220 | 12.436 | 12.901 | 13.495 | 14.852 | 16.610 | 19.990 | 22.305 |